# Domicelj
Domicelj je priimek v Sloveniji, ki ga je po podatkih Statističnega urada Republike Slovenije na dan 1. januarja 2010 uporabljalo 14 oseb in je med vsemi priimki po pogostosti uporabe uvrščen na 15.738. mesto.

## Znani nosilci priimka
- Anton Domicelj (1834–1892) rimskokatoliški duhovnik, politik in publicist
- Barbara Domicelj, direktorica Microsofta Slovenija
- Franc Domicelj (1832–1855), pesnik
- Marjeta Domicelj (*1944), pedagoška sociologinja
- Mitja Domicelj, bibliotekar
- Silvester Domicelj (1868–1938), upravni pravnik, okrajni glavar, jezikovni publicist
- Tomaž Domicelj (*1948), kantavtor, kitarist, prevajalec, glasbeni založnik